# گیوم
گیوم تلفظ فرانسوی: [gijom] معادل فرانسوی ویلیام است که ریشه در زبان ژرمنی قدیم دارد.
گیوم ممکن است به یکی از موارد زیر اشاره داشته باشد:
- ویلیام یکم (انگلستان)
- گویلام امنتنس
- گیوم آپولینر
- گیوم دو بارتا
- گیوم بوده
- گیوم کنه
- گیوم دوپاردیو
- دوشن د بولونیه
- گیوم دوفه
- گیوم گالین
- گیوم دو لوری
- گیوم دو ماشو
- گیوم رائو
- گیوم-فرانسوا روله
- گیوم دو تونکدک
- گیوم دو ور